# YouTuber
Ein YouTuber ist eine Person, die auf dem Videoportal YouTube Videos veröffentlicht, und damit ein Webvideoproduzent.

## Geschichte
Die Website YouTube ging am 15. Februar 2005 online. Infolgedessen wurde am 23. April 2005 der erste YouTube-Kanal durch den YouTube-Mitbegründer Jawed Karim erstellt. Im Oktober 2005 wurde die Abonnementfunktion auf der Plattform hinzugefügt. 2007 startete YouTube das „YouTube-Partnerprogramm“, wodurch es möglich war, Werbung zu schalten. Um eine bessere Vernetzung zwischen den YouTubern zu ermöglichen, folgte die Gründung sogenannter Multi-Channel-Networks. Diese übernahmen für ihre Mitglieder unterstützende Aufgaben wie das Management und das Marketing.
Im Oktober 2015 gab es mehr als 17.000 YouTube-Kanäle mit über 100.000 Abonnenten. Etwa 1.500 Kanäle hatten fast eine Million Abonnenten. Anfang 2019 existierten 44.000 YouTube-Kanäle mit mindestens 250.000 Abonnenten.

## Produktion
Meist spezialisieren sich YouTuber auf ein bestimmtes Genre von YouTube-Videos. Die bekanntesten Genres sind Erklärvideos, Vlogs, Tutorials, Nachrichten, Pranks oder Let’s Plays. Die Videos werden nach der Erstellung meist in der Nachbearbeitung geschnitten, damit sie nicht zu lang sind und spannend bleiben. Vor allem bei YouTubern mit einer hohen Reichweite wird diese Tätigkeit häufig durch einen Cutter ausgeführt. Die Videos der meisten YouTuber weisen inhaltlich und von der Bearbeitung her nicht die Qualität eines professionell produzieren Filmes auf, da der Fokus meist eher auf den Unterhaltungswert als auf die technische Qualität gelegt wird.
Um höhere Reichweiten zu generieren oder um Cross-Promotion zu betreiben, gehen YouTuber auch Kooperationen mit anderen YouTubern ein.

## Finanzierungsmodelle
Die meisten YouTuber produzieren Videos als Hobby. YouTube ermöglicht es den Produzenten jedoch, durch Werbung vor, während oder nach ihren Videos Geld zu verdienen. Weitere mögliche Finanzierungsformen sind Produktplatzierungen und der Verkauf von Merchandise-Artikeln. Somit ist es einem kleinen Teil der in diesem Bereich Tätigen möglich, komplett selbstständig ihren Lebensunterhalt zu bestreiten. Da die betreffenden YouTuber dadurch von YouTube abhängig sind, wirft unter anderem die IG Metall dem Unternehmen vor, durch dieses Konzept Scheinselbstständigkeit zu unterstützen beziehungsweise zu betreiben.
Jürgen Wursthorn von der Bundesagentur für Arbeit bezeichnete YouTube als ein zukunftsträchtiges Berufsfeld. Laut der Zeitschrift Forbes hatte Felix Kjellberg 2014 zwölf Millionen Dollar durch YouTube verdient.

## Andere Medien
Mittlerweile nutzen viele große YouTuber auch andere Plattformen wie Instagram, Twitter oder Twitch. Auch Auftritte im Fernsehen und die Teilnahme an Talkshows oder in Unterhaltungssendungen häufen sich. Dadurch sind viele im engeren Sinne keine eigentlichen YouTuber mehr, da sie plattformübergreifend agieren.
Im Mai 2019 veröffentlichte zum Beispiel der YouTuber Rezo ein knapp 55-minütiges Video mit dem Titel Die Zerstörung der CDU. Dieses Video wurde bisher etwa 20 Millionen Mal aufgerufen (Stand Februar 2023) und wurde in verschiedenen Medien inklusive der Tagesschau sowie unter Politikern diskutiert. Damit handelt es sich um eines der bekanntesten YouTube-Videos in Deutschland.

## Kritik
Die Kritik an vielen YouTubern bezieht sich auf den großen Einfluss, den diese in vielen Fällen auf ihre Zuschauer haben. Häufig wird vor allem darauf aufmerksam gemacht, dass die Webvideoproduzenten ihrer Vorbildfunktion nicht gerecht werden und demnach die Gefahr besteht, dass Jugendliche ihr Verhalten nachahmen.
Häufig wird bezahlte Werbung für Produkte in YouTube-Videos nicht oder nicht ausreichend gekennzeichnet, was zu Forderungen nach mehr Transparenz, aber auch schon zu mehreren Klagen geführt hat.
Da YouTube die Funktion bietet, dass Kommentare zu den Videos erst nach einer Überprüfung durch den Kanalinhaber veröffentlicht werden, können YouTuber über diese Filterfunktion eine Zensur in ihrem Kommentarbereich ausüben.